# Монгайт, Анна Викторовна
А́нна Ви́кторовна Монга́йт (урождённая Лоша́к; род. 9 марта 1978, Одесса) — российская журналистка и телеведущая, креативный продюсер телеканала «Дождь».

## Биография
Анна Монгайт (до конца 2000-х годов — Анна Лошак) родилась 9 марта 1978 года в семье журналиста Виктора Лошака (род. 1952) и галеристки Марины Лошак (род. 1955).

### Образование
С 1995 по 1997 год проходила обучение на телевизионном отделении факультета журналистики МГУ, но не окончила его. Диплом о высшем образовании получила в Российском новом университете (РосНоУ) в 2008 году. Первая заметка Лошак вышла в «Известиях», когда ей было 13 лет. Затем, в начале 1990-х годов под именем «Эна Лошак» работала в «независимой от взрослых газете» «Глагол».

### Федеральное телевидение
В 16 лет начала работать в программе «До 16 и старше» на «1-м канале Останкино» (затем ОРТ). Была шеф-редактором в программах «Кино+ТВ» и «Форма с Виктором Мизиано», выходивших на телеканалах РТР и «Культура».
С осени 2001 года по июль 2004 года работала корреспондентом службы информации телеканала НТВ. Готовила репортажи для телевизионных программ «Сегодня», «Намедни» с Леонидом Парфёновым, «Профессия — репортёр», «Страна и мир» и «Личный вклад» с Александром Герасимовым. Также была шеф-редактором телепрограммы «Все сразу!» с Петром Фадеевым и Феклой Толстой на том же телеканале. Покинула НТВ в июле 2004 года, после изменения концепции вещания и всего руководящего состава на телеканале.
С апреля 2005 по июнь 2008 года вела авторскую программу «Про арт» на телеканале «Культура». В 2009—2010 годах эта программа была сокращена до 5 минут и стала выходить под названием «Новости культуры: про арт», но, тем не менее, Анна оставалась её ведущей.

### Телеканал «Дождь»
С 2010 года совместно с Ольгой Шакиной вела программу «Музы» (с 2011 года «Музы. Головомойка») на телеканале «Дождь». Также регулярно писала о современных художниках для журнала Tatler. С 2011 года вела на «Дожде» программы «Министерство культуры» и «Backstage», с 2012 года — «Перепостмодернизм» совместно с Денисом Катаевым. Затем с 2013 года вела программу «Монгайт».
С 2015 года на том же телеканале вела программы «По-быстрому», «Здесь и сейчас» и «Женщины сверху».
После вторжения России на Украину в феврале 2022 года, блокировки сайта телеканала 1 марта 2022 года и его аккаунтов в соцсетях, покинула Россию в марте 2022 года. Жила в Тбилиси (Грузия) 5 месяцев. В середине июля переехала в Ригу (Латвия) и продолжила работать на телеканале «Дождь».
В начале марта 2022 года открыла авторский YouTube-канал «Вся такая Монгайт», пока телеканал «Дождь» временно приостановил вещание. Премьерный стрим прошёл 24 марта.
25 ноября 2022 года Министерством юстиции России внесена в список физических лиц — «иностранных агентов».

## Семья
Отец — Виктор Лошак, журналист. Мать — Марина Лошак, искусствовед и галерист, директор Государственного музея изобразительных искусств имени А. С. Пушкина (2013—2023).
Двоюродный брат — Андрей Лошак, журналист.
Муж — Сергей Дмитриевич Монгайт, креативный директор дизайн-бюро «Just Design».
Дети — Матвей (род. 2008), Демьян (род. 2016).

## Фильмография
- 2011 — «Случайная связь»